# 端建蔵橋
端建蔵橋（はたてくらばし）は、大阪府大阪市の土佐堀川に架かる橋。大阪市北区中之島6丁目と西区川口1丁目・2丁目の間を結んでいる。
北詰で船津橋（堂島川）、南詰で昭和橋（木津川）と接しており、北東袂に阪神高速3号神戸線の中之島西入口が設置されている。

## 歴史
江戸時代の中之島には諸藩の蔵屋敷が建ち並んでおり、中之島の西端にも蔵が建てられていたため、端建蔵という地名が生まれたとされている。ただし、1843年（天保14年）に建てられた西条藩の蔵屋敷が中之島で最も西にあった蔵屋敷だが、中之島の西端というような場所には位置しておらず、民家の土蔵に由来するとの説もある。年中裸足で過ごすような倹約家が土蔵を建てた「裸足蔵」の話から転じて付けられたともいう。 
- 明治初期に中之島と川口外国人居留地を結ぶ橋として初めて架橋された。
- 1909年（明治42年） 大阪市電九条中之島線敷設のため架け替えられ、鋼桁橋になった。
- 1921年（大正10年） 現在の橋に架け替え。
- 1969年（昭和38年） 橋面を約2m持ち上げ、橋体を軽くするためコンクリートの床版を鋼床版に換えられ、同時に耐震性を増すために補助の橋台が造られた。
- 2020年（令和2年）10月16日 - 橋の架け替えに向け、詳細設計を東日設計コンサルタント（大阪市浪速区）に委託、納期は2021年3月31日[2]。

## 仕様
- 鋼床版桁橋。
- 橋長111.95m、幅24.00m。

## 周辺情報
- 湊橋 (土佐堀川) - ひとつ上流の橋
- 中之島 (大阪府)
- 旧川口居留地
- 川口基督教会（日本聖公会の教会堂）
- 大阪市中央卸売市場本場

## 交通アクセス

### バス
- 大阪シティバス 53系統船津橋停留所下車
- 大阪シティバス 88・90系統川口一丁目停留所下車

### 鉄道
- 地下鉄千日前線・中央線 阿波座駅 徒歩10分